# Émission secondaire
L'émission secondaire est l'émission d'électrons par un matériau, induite par un rayonnement ou un flux de particules. On distingue :
- l'émission secondaire électronique ou émission secondaire vraie, induite par un flux d'électrons (incidents ou primaires) ;
- l'émission induite par des ions ;
- la photoémission, induite par un rayonnement.

Enfin, on parle de rétrodiffusion lorsque les électrons émis ont une énergie proche de celle des électrons incidents. Par convention, on considère habituellement que les électrons d'émission secondaire ont une énergie inférieure à 50 eV. On voit cependant que si les électrons incidents ont eux-mêmes une énergie inférieure à 50 eV, la distinction entre émission secondaire et rétrodiffusion n'est pas nette.
Le rendement de l'émission secondaire varie d'un matériau à l'autre, et en fonction de l'énergie des particules incidentes. Généralement, le rendement est supérieur à un dans une gamme d'énergie comprise entre 10 eV et 1 keV approximativement.
L'émission secondaire vraie peut se produire dans les tubes électroniques lors de l'impact d'un électron sur une électrode si celui-ci a une énergie suffisante pour arracher des électrons de la surface de l'électrode.
Cet effet peut être indésirable comme c'est le cas dans la tétrode, à l'intérieur de laquelle la grille écran chargée positivement peut (selon la différence de potentiel entre celle-ci et la cathode) accélérer suffisamment les électrons pour qu'ils provoquent une émission secondaire de la part de l'anode, provoquant ainsi l'augmentation du courant de la grille écran pouvant aller jusqu'à la destruction de la grille. C'est aussi à cause de ce phénomène que ce type de tube montre sur une partie de ses caractéristiques une résistance négative.
L'effet peut aussi être exploité comme un avantage. C'est le cas des photomultiplicateurs et des électromultiplicateurs qui en accélérant chaque électron (émis au départ par une photocathode pour les premiers) pour provoquer la collision entre celui-ci et une dynode avec une énergie suffisante pour arracher plusieurs électrons, qui vont être à leur tour accélérés vers la dynode suivante. Cette opération étant répétée une dizaine de fois, le courant généré par la photocathode devient mesurable et cela même si le nombre d'électrons émis par chaque électron incident à chaque étage dans le tube est faible. Le gain de ce genre de tube est d'environ cent millions.
Dans les années 1930, des tubes d'amplification utilisant un flux d'électrons "replié" furent développés, ils utilisaient une dynode intercalée entre la  grille et l'anode du tube. Cela ayant pour effet d'augmenter la distance entre la grille et l'anode, et permettant ainsi d'augmenter la transconductance du tube réduisant du même coup le bruit du tube. Un des modèles commercialisé fut le 1630 de la RCA qui sortit en 1939 et qui est une hexode (six électrodes actives). Mais à cause de la force importante du flux utilisé pour permettre l'émission secondaire, la durée de vie de ce genre de tube était très courte par rapport aux tubes traditionnels.